# Сенді МакАйвер
Александра Єлена МакАйвер (англ. Alexandra Elena MacIver, нар. 18 червня 1998, Чешир) — англійська футболістка, воротарка англійського клубу «Манчестер Сіті» та збірної Англії.